# 在朝鮮民主主義人民共和国インドネシア共和国大使館
在朝鮮民主主義人民共和国インドネシア共和国大使館（ざいちょうせんみんしゅしゅぎじんみんきょうわこくインドネシアきょうわこくたいしかん、インドネシア語: Kedutaan Besar Republik Indonesia di Republik Demokratik Rakyat Korea、朝鮮語: 주 조선민주주의인민공화국 인도네시아공화국 대사관、英語: Embassy of the Republic of Indonesia in the Democratic People's Republic of Korea）は、インドネシアが朝鮮民主主義人民共和国（北朝鮮）に設置している在外公館で、駐朝インドネシア大使が全権代表を務めている。大使館は接受国の首都である平壌市大同江区域紋繍洞（朝鮮語: 문수동、ムンスドン）に位置する。
1964年4月16日、インドネシアと北朝鮮の間で国交が樹立された。2022年現在、平壌常駐のインドネシア大使館が維持されている。

## 所在地

### 住所
| 日本語               | 平壌市大同江区域紋繍洞外国人建物地区5号棟                       |
| 朝鮮語               | 평양시 대동강구역 문수동 외국인건물지구 5호동                   |
| インドネシア語・英語 | Foreigners Building, Munsudong, Taedonggang District, Pyongyang |

### 私書箱
| 日本語               | 平壌市私書箱178        |
| 朝鮮語               | 우편 사서함 178 평양시 |
| インドネシア語・英語 | P.O. Box 178 Pyongyang |

## 大使
2019年10月3日より、ベルリアン・ナピトゥプルが特命全権大使を務めている。